# Dietrich von Waldeck
Dietrich von Waldeck (* um 1316; † 25. Juni 1355) war Dompropst im Bistum Münster.

## Leben

### Herkunft und Familie
Dietrich von Waldeck wurde als Sohn des Heinrich von Waldeck und seiner Frau Adelheid von Kleve geboren und entstammte dem uralten westfälischen Adelsgeschlecht von Waldeck. Er hatte drei Schwestern und drei Brüder, darunter Otto und Heinrich.

### Werdegang und Wirken
Dietrich studierte Kanonisches Recht in Orléans und wurde im Jahre 1336 in Köln präbendiert. Zwei Jahre später erhielt er in Münster eine Präbende. 1344 zum Domkantor ernannt, verzichtete er 1346 auf seine Ämter, wurde aber vom Papst Clemens VI. noch im selben Jahre wieder in seine Ämter eingesetzt. Am 30. Mai 1346 erhielt er eine Präbende in Mainz. Er legte seinen Eid als Dompropst am 24. Juli 1348 ab.
In diesem Amt blieb er bis zum Jahre 1353, als sein Nachfolger Everhard von Vechtorp eintrat.